# Камфорово дърво
 Тази статия е за растението.  За химичното съединение вижте Камфор.  
Камфорово дърво (Cinnamomum camphora) още лавровѝ камфор е вечнозелено дърво от семейство Лаврови. От него се добива камфорово етерично масло.

## Описание
Достига до 40 m височина. Листата му са лъскави със специфична камфорова миризма при смачкване. Напролет се появяват яркозелени нови листа и множество дребни бели цветове. Плодовете са на гроздове, черни и топчести, около 1 сантиметър в диаметър.

## Разпространение
Естественото разпространение на камфоровото дърво обхваща Китай – южно от река Яндзъ, Тайван, южна Япония, Виетнам и Корея, а се отглежда на много други места. 

## Лечебно действие и приложение
- аналгетик
- антисептик
- външно противораздразващо средство